# ماثيو ووكر
ماثيو ووكر (بالإنجليزية: Matthew Walker)‏ هو ممثل بريطاني وكندي، ولد في 11 أبريل 1942 بإنجلترا في المملكة المتحدة.

## أعمال

### أفلام
- (1994) امرأة صغيرة[1]
- (2001) بلاك وودز
- (2001) لعبة تجسس[2][3]
- (2005) وحيد في الظلام[4]
- (2006) الرجل الغصن[5]

## وصلات خارجية
- ماثيو ووكر على موقع IMDb (الإنجليزية)
- ماثيو ووكر على موقع قاعدة بيانات الفيلم (الإنجليزية)